# Ерик ди Меко
Ерик ди Меко (фр. Éric Di Meco; Авињон, 7. септембар 1963) бивши је француски фудбалер. 

## Клупска каријера
Током фудбалске каријере углавном је играо за Олимпик из Марсеља. Био је по годину дана на позајмицама у Нансију и Мартигу. На крају сезоне 1993/94, Ди Меко се придружио фудбалском клубу Монако, где је и завршио играчку каријеру 1998. са скоро 35 година старости.
У сезони 1990/91, играо је финале Купа европских шампиона против београдске Црвене звезде, у ком је Марсељ поражен након извођења једанаестераца. Две године касније поново је са Марсељом стигао до финала, овог пута против италијанског Милана одиграо је утакмицу свих 90 минута и завршило је победом француског тима.

## Репрезентација
За репрезентацију Француске дебитовао је 1989. године. За национални тим одиграо је 23 утакмице. Био је уврштен у састав за Европско првенство 1996. у Енглеској.

## Трофеји
Клуб
- Лига 1: 1988/89, 1989/90, 1990/91, 1991/92.
- Куп Француске: 1989.
- Лига шампиона: 1993.